# The Outsiders (Band)
The Outsiders waren eine US-amerikanische Rock-Gruppe, die Mitte der 1960er-Jahre einige Erfolge, vornehmlich in den USA, verbuchen konnte.

## Geschichte
Tom King spielte seit Anfang der 1960er Jahre in etlichen Amateur-Bands, ehe er beschloss, selbst eine Band zu gründen. So entstand 1965 die Gruppe „The Starfires“. Sie wurde in der Gegend um Cleveland, Ohio, sehr schnell populär und erhielt im gleichen Jahr einen Plattenvertrag. Anfang 1966 veröffentlichte die Gruppe dann unter dem neuen Namen The Outsiders die erste Single Time Won't Let Me, die sogleich ein Hit wurde und unter die ersten Fünf der amerikanischen Charts kam.
Der zweite Hit war eine Neufassung des Songs Respectable, im Original von den Isley Brothers. Beide Songs stammten von der LP Time Won't Let Me. Danach ließ der Erfolg nach, und die „Außenseiter“ lösten sich Ende der 1960er wieder auf. Der Sänger Sonny Geraci (* 1947 in Cleveland/Ohio) gründete Anfang der 1970er-Jahre noch die Band „Climax“, die mit Precious and Few einen Millionenseller veröffentlichte.
Tom King starb am 23. April 2011 im Alter von 68 Jahren.

## Diskografie

### Alben
| Jahr | Titel             | Höchstplatzierung, Gesamtwochen, AuszeichnungChartsChartplatzierungen (Jahr, Titel, Platzierungen, Wochen, Auszeichnungen, Anmerkungen) | Anmerkungen |
| Jahr | Titel             | US | Anmerkungen |
| ---- | ----------------- | --- | ----------- |
| 1966 | Time Won’t Let Me | US37 (16 Wo.)US |             |
| 1966 | Album #2          | US90 (10 Wo.)US |             |

Weitere Alben
- 1967: The Outsiders In

### Livealben
| Jahr | Titel           | Höchstplatzierung, Gesamtwochen, AuszeichnungChartsChartplatzierungen (Jahr, Titel, Platzierungen, Wochen, Auszeichnungen, Anmerkungen) | Anmerkungen |
| Jahr | Titel           | US | Anmerkungen |
| ---- | --------------- | --- | ----------- |
| 1967 | Happening Live! | US103 (10 Wo.)US |             |

Weitere Livealben
- 1996: 30 Years Live

### Kompilationen
- 1986: Best of the Outsiders
- 1991: Capitol Collectors Series
- 1996: Collectors Series

### Singles
| Jahr | Titel Album                    | Höchstplatzierung, Gesamtwochen, AuszeichnungChartsChartplatzierungen (Jahr, Titel, Album, Platzierungen, Wochen, Auszeichnungen, Anmerkungen) | Anmerkungen |
| Jahr | Titel Album                    | US | Anmerkungen |
| ---- | ------------------------------ | --- | ----------- |
| 1966 | Time Won’t Let Me              | US5 (15 Wo.)US |             |
| 1966 | Girl in Love Time Won’t Let Me | US21 (9 Wo.)US |             |
| 1966 | Respectable Album #2           | US15 (8 Wo.)US |             |
| 1966 | Help Me Girl The Outsiders In  | US37 (10 Wo.)US |             |

Weitere Singles
- 1967: I’ll Give You Time (To Think It Over)
- 1967: Gotta Leave Us Alone
- 1967: I’ll See You in the Summertime
- 1967: Little Bit of Lovin’
- 1968: We Ain’t Gonna Make It
- 1969: Loving You
- 1970: Tinker Tailor
- 1970: Changes